# アクタウオ
アクタウオ（学名: Lactarius lactarius）は、スズキ目に属する海水魚である。アクタウオ属 (Lactarius) に分類される唯一の種で、1属1種で単型のアクタウオ科を構成する。太平洋とインド洋の熱帯・亜熱帯域に生息する。外見はアジ科魚類によく似るものの、本種には稜鱗（ぜいご）がないことなどから識別できる。最大でも全長40 cm程度の中型魚で、多くの個体は全長30 cmに満たない。甲殻類や小型魚などを捕食する肉食魚である。インドなどの国では商業的に漁獲され、食用に供される。

## 分類

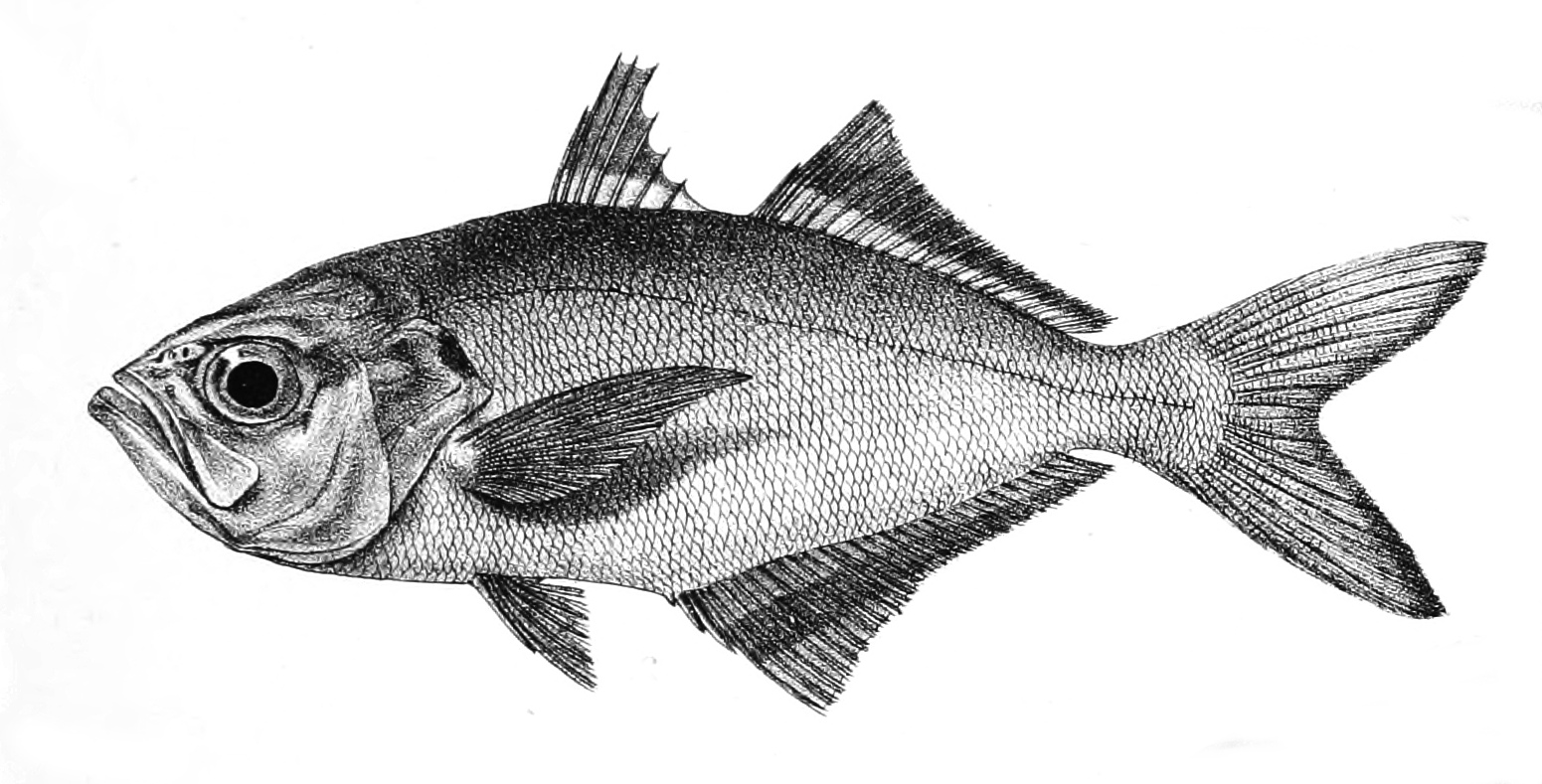
本種の図版

アクタウオはスズキ目のアクタウオ科(Lactariidae)アクタウオ属 (Lactarius )に分類される。現在アクタウオ科に分類される種は本種1種のみで、アクタウオ科とアクタウオ属はそれぞれ単型の科、属となっている。
本種は1801年にマルクス・エリエゼル・ブロッホとヨハン・ゴットロープ・テアエヌス・シュナイダーによって初記載された。この時本種はサバ属Scomber に分類され、 Scomber lactarius という学名を与えられた。その後、ジョルジュ・キュヴィエは1829年に本種をブリ属Seriola に分類した。一方、アシル・ヴァランシエンヌは1833年に本種をタイプ種として独立のアクタウオ属(Lactarius )を創設し、この属分類が現在まで維持されている。アクタウオ属はアルベルト・ギュンターによって1860年にアジ科に分類されたが、同時に彼はニベ科魚類との類似がみられることも指摘している。その後、サバ科やハタ科に含めるとする説も提唱されたが、最終的にジョージ・アルバート・ブーレンジャーが1904年に単型のアクタウオ科を創設し、この分類が現在まで受け入れられている

## 形態
本種は最大で全長40 cmに達するが、ほとんどの個体は全長30 cmを超えない。口は大きく、斜位で開く。肥大し、反り返った犬歯状歯をもつ。背鰭はほぼ同じ高さの第一背鰭と第二背鰭に分かれており、第一背鰭は7-8棘条、第二背鰭は1棘条と20-22軟条からなる。臀鰭は3棘条、25-28軟条からなる。尾鰭は二叉する。側線上には62-78枚の鱗がある。鰾は左右非対称で、体前方で右側に曲り始め、体後方では完全に右側を走るようになる。
本種はアジ科魚類と似た形態をもつが、アジ科魚類とは異なり、臀鰭に遊離棘はみられず、側線上に稜鱗（ぜいご）はない。
体色は銀灰色で、背側は光沢を帯びた青色になり、鰓蓋の上側には暗色斑点がみられる。腹側は銀白色で、各鰭は薄い黄色を帯びる。

## 分布
本種はインド洋および西太平洋の熱帯・亜熱帯域に生息する。インド洋ではアフリカ東海岸から東南アジアにかけて、西太平洋では南日本からオーストラリアのクイーンズランド州にかけて生息する。
沿岸性で、水深15 mから100 mの海域、および汽水域に生息する。

## 生態
肉食魚で、さまざまな種類の底生性の小動物を捕食する。インドで行われた研究によれば、本種は冬期にはインドアイノコイワシ属の種などの小魚を、夏から秋にかけてはアキアミ類などの甲殻類を主に捕食していた。また、幼魚のうちは甲殻類を中心に捕食し、成長につれてさまざまな種類の獲物を捕食するようになるとの報告もある。
本種の寿命は3年ほどで、誕生後1年で全長15 cm、2年で全長27 cmに達する。全長13 cm程度で性成熟に達する。産卵は年間を通じて起こるが、インド・カルナータカ州のマンガルールなどの近海では晩秋から初春の間にもっとも盛んに起こる。成熟したメスは一腹に7,000から50,000の卵をもつ。
本種に寄生する寄生虫としてアニサキス科の線虫やウオノエ科ウオノギンカ属のAnilocra dimidiata などが報告されている。
本種の幼魚はゴンズイ（またはミナミゴンズイ）の群れに混じって泳ぐ姿が観察されている。

## 人間との関係

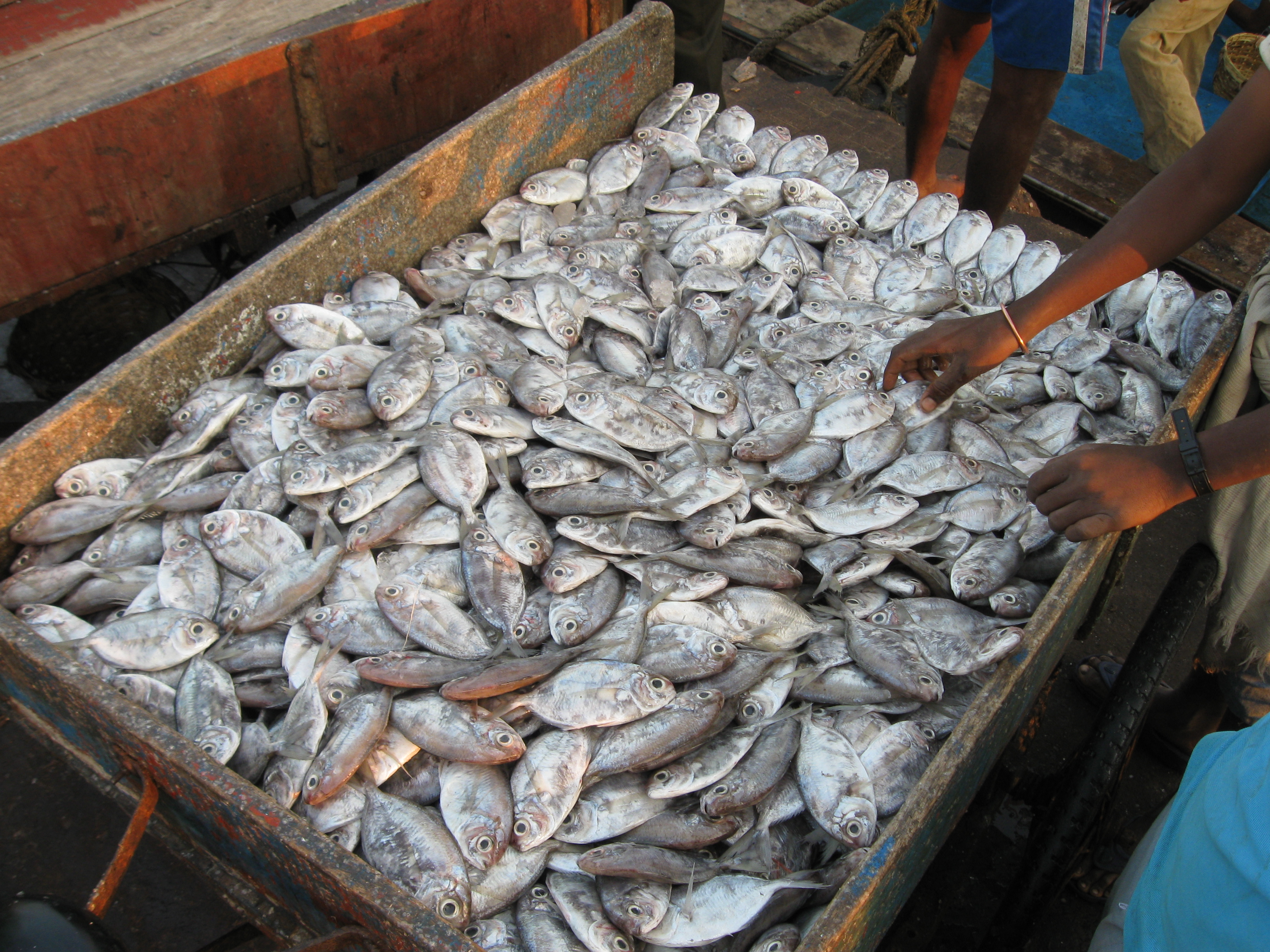
インド・ヴィシャーカパトナムの漁港で水揚げされた本種

本種は生息域の多くで水産重要種とみなされている。特にインドなどでは商業漁業の対象となり、底引きトロール漁や地引き網などで漁獲される。漁獲された本種は鮮魚や干物の形で流通して食用として利用され、タイなどでは高級魚とみなされる。ただし、肉は風味に乏しいとの評価もある。